# Lemat o zwiększaniu wykładnika p-adycznego
Lemat o zwiększaniu wykładnika {\displaystyle p}-adycznego, lemat o zwiększaniu wykładnika, lemat o podnoszeniu wykładnika  – twierdzenie w teorii liczb, które w szczególnych przypadkach pozwala na znalezienie największej potęgi liczby pierwszej {\displaystyle p}, która jest dzielnikiem różnicy lub sumy {\displaystyle n}-tych potęg.
Kluczowe obserwacje, które składają się na lemat o zwiększaniu wykładnika, były znane Gaussowi i zostały zaprezentowane wraz z dowodem w jego dziele Disquisitiones Arithmeticae. Choć lemat ten jest szczególnie użyteczny w zadaniach z konkursów i olimpiad matematycznych, znajduje on również zastosowanie m.in. w badaniach nad krzywymi eliptycznymi.

## Twierdzenie[1][5]
Symbolem {\displaystyle \nu _{p}(n)} oznaczamy wykładnik {\displaystyle p}-adyczny liczby {\displaystyle n}, czyli największą taką liczbę całkowitą {\displaystyle k}, że {\displaystyle p^{k}\mid n}.

### Wersja z odejmowaniem
Niech {\displaystyle a} i {\displaystyle b} będą liczbami całkowitymi, {\displaystyle n} będzie liczbą naturalną, a {\displaystyle p>2} – liczbą pierwszą. Wówczas jeśli {\displaystyle p} nie jest dzielnikiem żadnej z liczb {\displaystyle a} i {\displaystyle b} oraz {\displaystyle p\mid a-b}, to zachodzi równość
|  |  | {\displaystyle \nu _{p}(a^{n}-b^{n})=\nu _{p}(a-b)+\nu _{p}(n).} |

Z kolei dla nieparzystych liczb całkowitych {\displaystyle a} i {\displaystyle b} oraz liczby naturalnej {\displaystyle n} prawdziwe są następujące stwierdzenia
- jeśli {\displaystyle 4\mid a-b}, to {\displaystyle \nu _{2}(a^{n}-b^{n})=\nu _{2}(a-b)+\nu _{2}(n)},
- jeśli {\displaystyle n} jest nieparzyste, to {\displaystyle \nu _{2}(a^{n}-b^{n})=\nu _{2}(a-b)},
- jeśli {\displaystyle n} jest parzyste, to {\displaystyle \nu _{2}(a^{n}-b^{n})=\nu _{2}(a^{2}-b^{2})+\nu _{2}(n)-1}.

### Wersja z dodawaniem
Niech {\displaystyle a} i {\displaystyle b} będą liczbami całkowitymi, {\displaystyle n} będzie nieparzystą liczbą naturalną, a {\displaystyle p\geq 2} – liczbą pierwszą. Wówczas jeśli {\displaystyle p} nie jest dzielnikiem żadnej z liczb {\displaystyle a} i {\displaystyle b} oraz {\displaystyle p\mid a+b}, to zachodzi równość
|  |  | {\displaystyle \nu _{p}(a^{n}+b^{n})=\nu _{p}(a+b)+\nu _{p}(n).} |

## Dowód

### Wersja z odejmowaniem,p{\displaystyle p}nieparzyste lubp=2{\displaystyle p=2}i4∣a−b{\displaystyle 4\mid a-b}[3]
Załóżmy, że twierdzenie jest prawdziwe dla pewnych {\displaystyle n=n_{1}} oraz {\displaystyle n=n_{2}}. Wówczas na mocy własności {\displaystyle \nu _{p}(AB)=\nu _{p}(A)+\nu _{p}(B)} zachodzi 
|  |  | {\displaystyle {\begin{aligned}\nu _{p}(a^{n_{1}n_{2}}-b^{n_{1}n_{2}})&=\nu _{p}((a^{n_{1}})^{n_{2}}-(b^{n_{1}})^{n_{2}})\\&=\nu _{p}(a^{n_{1}}-b^{n_{1}})+\nu _{p}(n_{2})\\&=\nu _{p}(a-b)+\nu _{p}(n_{1})+\nu _{p}(n_{2})\\&=\nu _{p}(a-b)+\nu _{p}(n_{1}n_{2}),\end{aligned}}} |

czyli lemat o zwiększaniu wykładnika jest prawdziwy także dla {\displaystyle n=n_{1}n_{2}}. Możemy zatem ograniczyć dowód do przypadku, gdy {\displaystyle n} jest liczbą pierwszą.
Przyjmijmy {\displaystyle s=\nu _{p}(a-b)}. Wtedy {\displaystyle a=b+p^{s}m} dla pewnego {\displaystyle m} niepodzielnego przez {\displaystyle p}. Ze wzoru dwumianowego Newtona mamy 
|  |  | {\displaystyle a^{n}-b^{n}=(b+p^{s}m)^{n}-b^{n}=\sum _{k=1}^{n}{\binom {n}{k}}b^{n-k}p^{sk}m^{k}.} |  | (1) |

Wyrazy powyższej sumy są dla {\displaystyle k\geq 2} podzielne przez {\displaystyle p^{2s}}. Stąd dla pewnej liczby całkowitej {\displaystyle M}
|  |  | {\displaystyle a^{n}-b^{n}=nb^{n-1}p^{s}m+p^{2s}M=p^{s}(nb^{n-1}m+p^{s}).} |  | (2) |

Liczby {\displaystyle b} i {\displaystyle m} są niepodzielne przez {\displaystyle p}. Zatem jeśli {\displaystyle n} jest liczbą pierwszą różną od {\displaystyle p}, to {\displaystyle p\nmid nb^{n-1}m}. Wtedy {\displaystyle p\nmid nb^{n-1}m+p^{s}} oraz
|  |  | {\displaystyle \nu _{p}(a^{n}-b^{n})=s=\nu _{p}(a-b)+\nu _{p}(n)} |

jak chcieliśmy. Jeśli {\displaystyle n=p} i {\displaystyle s\geq 2}, to z (2) otrzymujemy {\displaystyle a^{n}-b^{n}=p^{s+1}(b^{n-1}m+p^{s-1})}. Analogicznie jak powyżej uzasadniamy równość
|  |  | {\displaystyle \nu _{p}(a^{n}-b^{n})=s+1=\nu _{p}(a-b)+\nu _{p}(n).} |

Pozostał do rozpatrzenia jedynie przypadek {\displaystyle n=p} i {\displaystyle s=1} ({\displaystyle p} nieparzyste). Ponownie posłużmy się (1) i zauważmy, że dla {\displaystyle k\geq 3} odpowiednie wyrazy rozpatrywanej sumy są podzielne przez {\displaystyle p^{3}}. Stąd dla pewnej liczby całkowitej {\displaystyle N} mamy
|  |  | {\displaystyle {\begin{aligned}a^{n}-b^{n}&=nb^{n-1}p^{s}m+\textstyle {\frac {n(n-1)}{2}}b^{n-2}p^{2s}m^{2}+p^{3}N\\&=p^{2}b^{p-1}m+p^{2}\textstyle {\frac {p(p-1)}{2}}b^{p-2}m^{2}+p^{3}N\\&=p^{2}(b^{p-1}m+\textstyle {\frac {p(p-1)}{2}}b^{p-2}m^{2}+pN).\end{aligned}}} |

Ponieważ {\displaystyle p\neq 2}, dwa ostatnie wyrazy w nawiasie są podzielne przez {\displaystyle p}. Jednak {\displaystyle p\nmid b^{p-1}m}, czyli suma w nawiasie jest niepodzielna przez {\displaystyle p}, co daje
|  |  | {\displaystyle \nu _{p}(a^{n}-b^{n})=2=\nu _{p}(a-b)+\nu _{p}(n).} |

To kończy dowód w tym przypadku.

### Wersja z odejmowaniem,p=2{\displaystyle p=2}
Dowód pierwszego ze stwierdzeń przywołanych w artykule przeprowadziliśmy już powyżej. 
Aby udowodnić drugie stwierdzenie, przyjmijmy nieparzyste {\displaystyle n} i, korzystając ze wzorów skróconego mnożenia, zapiszmy
|  |  | {\displaystyle a^{n}-b^{n}=(a-b)(a^{n-1}+a^{n-2}b+\dots +ab^{n-2}+b^{n-1}).} |

Ponieważ z założenia {\displaystyle a} i {\displaystyle b} są nieparzyste, w nawiasie znajduje się suma {\displaystyle n} liczb nieparzystych, która wobec nieparzystości {\displaystyle n} jest również nieparzysta. Stąd zachodzi równość {\displaystyle \nu _{2}(a^{n}-b^{n})=\nu _{2}(a-b)}, co było do wykazania.
Kluczowe w dowodzie trzeciego stwierdzenia jest spostrzeżenie, że {\displaystyle a^{2}-b^{2}=(a-b)(a+b)} jest podzielne przez 4 dla nieparzystych {\displaystyle a} i {\displaystyle b}. Wtedy z pierwszego stwierdzenia otrzymujemy równość
|  |  | {\displaystyle {\begin{aligned}\nu _{p}(a^{n}-b^{n})&=\nu _{p}((a^{2})^{n/2}-(b^{2})^{n/2})\\&=\nu _{p}(a^{2}-b^{2})+\nu _{p}(\textstyle {\frac {n}{2}})\\&=\nu _{p}(a^{2}-b^{2})+\nu _{p}(n)-1.\end{aligned}}} |

### Wersja z dodawaniem[1]
Gdy {\displaystyle p>2}, wystarczy w założeniach oraz w tezie lematu o zwiększaniu wykładnika w wersji z odejmowaniem przyjąć {\displaystyle -b} w miejsce {\displaystyle b}, by otrzymać twierdzenie równoważne wersji z dodawaniem. Dla {\displaystyle p=2} postępujemy analogicznie wychodząc od drugiego stwierdzenia.